# Tridentiger obscurus
Tridentiger obscurus är en fiskart som först beskrevs av Temminck och Schlegel, 1845.  Tridentiger obscurus ingår i släktet Tridentiger och familjen smörbultsfiskar. Inga underarter finns listade i Catalogue of Life.